# Acipenser schrenckii
Acipenser schrenckii és una espècie de peix pertanyent a la família dels acipensèrids. És un endemic de la conca del riu Amur a Àsia.

## Descripció
Pot arribar a fer 300 cm de llargària màxima i 190 kg de pes. Té 38-53 radis tous a l'aleta dorsal i 20-32 radis tous a l'aleta anal. Menja organismes bentònics. És un peix d'aigua dolça, salabrosa i marina; demersal; anàdrom i de clima temperat (10 °C-20 °C). Pot assolir els 65 anys. És inofensiu per als humans.

## Sobreexplotació comercial
És un peix molt apreciat. però la població minva per la sobrepesca (tant la legal com la il·legal). Recentment, la contaminació ambiental de la conca del riu Amur n'amenaça l'hàbitat i la reproducció.